# Dohrniphora minerva
Dohrniphora minerva är en tvåvingeart som beskrevs av Borgmeier 1961. Dohrniphora minerva ingår i släktet Dohrniphora och familjen puckelflugor. Inga underarter finns listade i Catalogue of Life.